# Iván Valenciano
Iván René Valenciano Pérez, född 18 mars 1972, är en colombiansk före detta professionell fotbollsspelare som spelade som anfallare för sexton fotbollsklubbar som bland annat Junior, Atalanta, Veracruz, Morelia, Independiente Medellín, Deportivo Cali och Millonarios mellan 1988 och 2008. Han spelade också 29 landslagsmatcher för det colombianska fotbollslandslaget mellan 1991 och 2000.
Valenciano vann två ligamästerskap med Junior (1993 och 1995).